# Yvonne Schach-Duc
 (décembre 2018).
Si vous disposez d'ouvrages ou d'articles de référence ou si vous connaissez des sites web de qualité traitant du thème abordé ici, merci de compléter l'article en donnant les références utiles à sa vérifiabilité et en les liant à la section « Notes et références ».
Yvonne Schach-Duc (Vitry-aux-Loges, 20 février 1933 - Luynes, 22 octobre 2009) est une artiste peintre, graveur, entomologiste et dessinatrice scientifique et de timbres-poste.

## Biographie

### Enfance
Yvonne Duc naît le 20 février 1933 à Vitry-aux-Loges, dans le Loiret, dans une famille qui comptes des artistes parmi ses ancêtres : elle est l'arrière-arrière petite fille de l'écrivain Georges Ozaneaux, père de l'écrivaine Julie Lavergne, qui est l'épouse du peintre Claudius Lavergne.
Enfant, Yvonne Duc suit son père, ancien médecin militaire, puis médecin de campagne (devenu après la IIe guerre mondiale directeur départemental de la santé scolaire à Chartres), dans ses déménagements. M. Boureau, professeur au Muséum national d'histoire naturelle de Paris, lui montre ses premières ailes de libellule et de doryphore au microscope. Avec l'éclatement de la Seconde Guerre mondiale, elle subit les privations de la guerre et les bombes américaines qui tuent plusieurs de ses camarades de classe. Misanthrope forcée préférant l’affection gratuite des bêtes, elle apprend le dessin de façon autodidacte, avant même de savoir écrire.
En 1946, sa famille loue une maison près de la cathédrale de Chartres, dont elle reproduit les bas-reliefs du portail nord, en hiver (pour ne pas être dérangé par les curieux). En vacances chez son grand-père à Belle-Île-en-Mer ou à la maison de Cinq-Mars-la-Pile, elle y alterne les plaisirs de la côte sauvage et des plantes avec les frustrations des résidences secondaires à entretenir. Bachelière brillante en latin-grec, elle part à Paris en colocation familiale faire des études de science (PCEM). Consignée par la tuberculose au sanatorium de Saint-Hilaire du Touvet de 1951 à 1954, elle y noue des liens durables avec d'autres occupants.

### Carrière
À partir de 1955, elle exerce divers petits boulots, notamment dans un laboratoire spécialisé sur les maladies sexuellement transmissibles. Copiant, pour se perfectionner, des tableaux du Louvre, elle se met à son compte et illustre chez elle des animaux de toutes tailles pour des thèses et des publications. Elle officie ainsi pour le professeur P.-P. Grassé, de l'Académie des sciences, en travaillant notamment pour son traité de zoologie. Sa recommandation et celle de M. Boureau lui permettent d'intégrer le CNRS en tant que de dessinatrice scientifique. Elle apprend de nouvelles techniques d’imprimerie aux éditions Masson, et le professeur Maxime Lamotte l’embauche avec de très bonnes conditions au sein de son laboratoire d'écologie de l'ENS rue d'Ulm à Paris.
Dès 1963, elle se rend à la station d'écologie de Lamto, en Côte d'Ivoire. En 1964, elle part seule et campe aux monts Nimba, pour le compte de sa laboratoire, aux confins de la Côte d’Ivoire, du Liberia et de la Guinée, loin de tout confort européen, couverts de minerai de fer et où plusieurs sommets portent le nom d’un scientifique foudroyé, elle prélève des chauves-souris, des insectes, surtout des arthropodes. L'année précédente, elle était déjà partie en Afrique pour le compte du musée d'Anvers.
À l’étonnement fréquent des marins, elle navigue seule pour le plaisir sur des cargos de la compagnie des Chargeurs Réunis jusqu’au Togo, la Côte d’Ivoire ou en croisière sur des paquebots, avec des animaux exotiques. Notamment, embarquée sur le cargo Tessa, elle passera à proximité immédiate de la coque du paquebot Lakonia, qui était alors en cours de renflouement fin décembre 1963. Elle n’abandonne ses pérégrinations que pour l’amour de Michel Schach, veuf avec un enfant de 4 ans, qu’elle rencontre en 1965. De 1969 à 1997, la famille s’installe à Ozoir-la-Ferrière. Après la mort de sa mère, elle n’y retournera ensuite qu’épisodiquement, préférant Cinq-Mars-la-Pile.
Exposant son art à Paris ou en province (peintures, dessins, tapisseries), illustratrice de livres scientifiques en particulier sur les charançons, elle dévoile l’infiniment petit vu par exemple avec un microscope à balayage. Après avoir préparé la cigale rouge, son premier timbre (qu'elle dessinera et gravera), elle est choisie pour faire la dernière série de timbres-taxe, série de dix maquettes de coléoptères, avec le mot « France » (qu'elle n'aura pas le droit de graver, ce qui entrainera des erreurs de reproduction anatomique de ses dessins). En 1981, avec l'arrivée de François Mitterrand à la présidence, le remplacement du mot « France » par « République française » et l'augmentation de la valeur sur deux timbres de la série retardent leur édition. Ils sont finalement lancés en deux séries en 1982 et 1983. Par défi, elle réalise des médailles sur moulage puis taillées directement sur blocs d’acier, pour le compte de la Monnaie de Paris, sous la conduite et la direction du graveur général Émile Rousseau. Elle s’essaie également à la lithographie (sur pierre - atelier de  Champfleury - Paris) et à la cristallerie (Daum), mais sa création représentant plusieurs coquillages s'avère trop complexe et onéreuse, elle ne sera pas commercialisée.
De sa mutation forcée du labo d’écologie de la rue d’Ulm en 1992 à sa retraite en 1996, où elle a partagé son bureau avec le professeur Henri Heim de Balsac, elle entretient la collection de drosophiles à l'Université Paris-Jussieu et acquiert, à titre privé, un statut d'experte internationale sur les chauves-souris. Elle  participe à la création du réseau SOS Chauves-Souris, en lien avec le Muséum d'histoire naturelle de Bourges (auquel une partie de ses collections seront léguées) et l'école vétérinaire de Maison-Alfort, et protège les petits des chiroptères nés chez elle d'adultes blessés ou affaiblis, jusqu’à leur retour à la vie sauvage. Minée par la maladie mais dure au mal, elle prend les dispositions nécessaires pour les animaux qu’elle détient. Malheureusement, elle ne peut transmettre toute sa démarche. Avant de mourir, elle fait un récit exhaustif de sa vie à ses proches au téléphone ou sur des supports numériques. Elle laisse aussi des contes d’animaux à sa petite-fille. Elle meurt le 22 octobre 2009, à Luynes, entourée de sa famille. Elle se fait incinérer par souci écologique.

## Caractère
Comme Saint François d'Assise, elle attirait toutes sortes d’animaux. Elle voulait démontrer que la nature avait déjà tout inventé. À partir de formes géométriques élémentaires existant dans tout le genre animal, elle dessinait parfaitement des détails, avec lesquels on pouvait reconstituer un animal entier.
Elle ne croyait pas en un grand créateur, mais en la sélection naturelle.

## Expositions
Yvonne Schah-Duc a notamment exposé :
- Salon du dessin et de la peinture à l'huile (Grand Palais, Paris) : 1986, 1988, 1990, 1992 et 1995
- Poitier (Espace Réaumur) : 2002
- Vitry-aux-Loges (avril 2011), au salon de la Marine, dans les salons de l'aéroport d'Orly notamment
- Ozoir-la-Ferrière (plusieurs années)